# Pétrel de Pycroft
Pterodroma pycrofti
Espèce
Statut de conservation UICN

 VU D2 : Vulnérable
Le Pétrel de Pycroft (Pterodroma pycrofti) est une espèce d'oiseaux de la famille des Procellariidae.

## Nomenclature
Son nom commémore l'ornithologue néo-zélandais Arthur Pycroft (en) (1875-1971).

## Répartition
Cet oiseau niche sur les côtes orientales de Nouvelle-Zélande ; elle migre à travers l'océan Pacifique.